# Morro do Borel

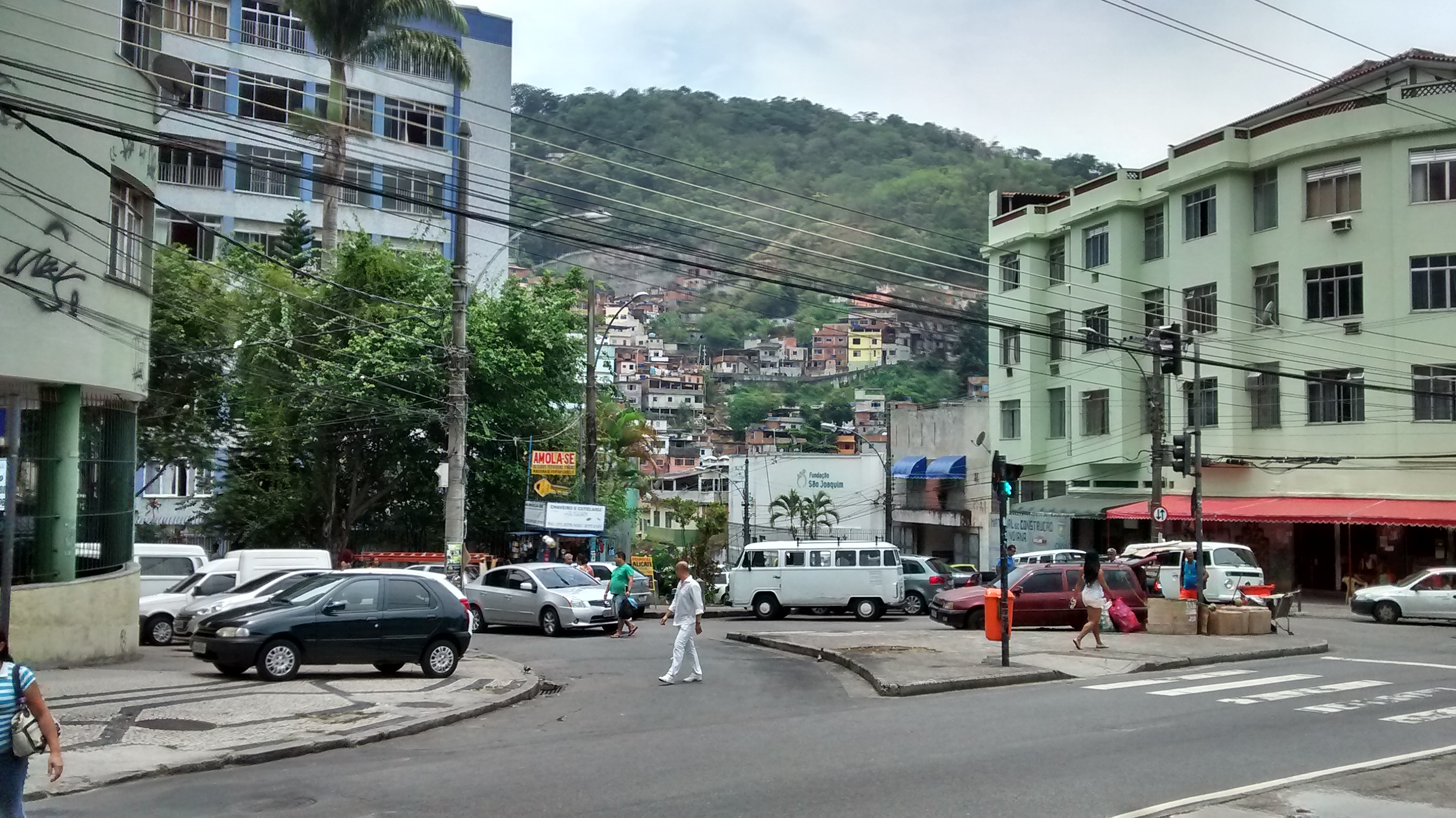
Morro do Borel

Morro do Borel é uma favela localizada no Bairro da Tijuca na Zona Norte da cidade do Rio de Janeiro, no Brasil.

## História
A sua ocupação teve início em 1921, quando ocorreu a remoção da população que morava no Morro do Castelo, no Centro da cidade. A população removida se transferiu para o Morro do Borel. O nome deriva dos irmãos Borel, dois franceses que tinham como posse o terreno que era uma fazenda de café.
Em 31 de dezembro de 1931, foi fundado no local o GRES Unidos da Tijuca. Em abril de 1954, foi fundada a União dos Trabalhadores Favelados que posteriormente se constituiria na associação de moradores que tem o nome de União de Moradores do Morro do Borel.
Em 1991, a população do morro estimada pelo Instituto Brasileiro de Geografia e Estatística era de 7 121 habitantes, distribuídos em 1 774 domicílios. Hoje, já se estima uma população de mais de 20.000 habitantes. A favela se tornou um entreposto do crime organizado durante os anos 80 e 90. Em 7 de junho de 2010, a comunidade passou a ser atendida pela 8° Unidade de Polícia Pacificadora.